# ستاری پاوووو
ستاری پاوووو (به لهستانی:  Stary Pawłów) یک روستا در لهستان است که در گمینا یانوف پودلاسکی واقع شده‌است.